# Leibnitz (distrikt)
Leibnitz är ett distrikt (Bezirk) i det österrikiska  förbundslandet Steiermark. Distriktets huvudort är Leibnitz. Distriktet gränsar i söder till Slovenien.
Distriktet delas sedan 2020 in i en stadskommun, 16 köpingskommuner och tolv kommuner:

Kommunerna i distriktet Leibnitz.

Stadskommun (Stadtgemeinde):
- Leibnitz

Köpingskommuner (Marktgemeinden):

- Arnfels
- Ehrenhausen an der Weinstraße
- Gamlitz
- Gleinstätten
- Gralla
- Großklein
- Heiligenkreuz am Waasen
- Lebring-Sankt Margarethen
- Leutschach an der Weinstraße
- Sankt Georgen an der Stiefing
- Sankt Nikolai im Sausal
- Sankt Veit in der Südsteiermark
- Schwarzautal
- Straß in Steiermark
- Wagna
- Wildon

Kommuner (Gemeinden):

- Allerheiligen bei Wildon
- Empersdorf
- Gabersdorf
- Heimschuh
- Hengsberg
- Kitzeck im Sausal
- Lang
- Oberhaag
- Ragnitz
- Sankt Andrä-Höch
- Sankt Johann im Saggautal
- Tillmitsch